# Ceraclea seikunis
Ceraclea seikunis là một loài Trichoptera trong họ Leptoceridae. Chúng phân bố ở miền Cổ bắc.